# Schubertia
Schubertia es un género de plantas fanerógamas de la familia Apocynaceae. Contiene 14 especies. Es originario de Sudamérica.

## Descripción
Son enredaderas sufrútices que alcanzan los 6-12 m de altura. Los brotes basales son leñosos, densamente hirsutos, sobre toda la superficie; tricomas de propagación-erecto, de color amarillo, marrón o rojizo, incoloro. Las láminas foliares son herbáceas, de 10-15 cm de largo y 5-10 cm de ancho, ovadas, estrechamente cordadas basalmente, el ápice acuminado, marginalmente ciliado, adaxial escasa y poco aterciopelada o densamente pubescente y poco hirsuta con tricomas sinuosos, aterciopelado y abaxialmente densamente hirsuta a híspida en los nervios.
Las inflorescencias son extra-axilares, siempre una por nodo, con 15-20 o 7-8 flores (S. schreiteri Descole y T. Meyer), simples, pedunculadas, los pedicelos por lo general glabros; las brácteas florales visibles, caducas o no, lineales, aterciopeladas.

## Distribución y hábitat
Son originarias de América del Sur. Se encuentran en Argentina, Brasil, Paraguay, Venezuela en lugares sombreados, los márgenes de los bosques y a lo largo de los ríos.

## Taxonomía
El género fue descrito por Carl Friedrich Philipp von Martius y publicado en Nova Genera et Species Plantarum . . . 1: 55. 1824.

## Especies
- Schubertia auricoma Lem.
- Schubertia grahzmi Decne.
- Schubertia grandiflora Mart.
- Schubertia graveolens Lindl.
- Schubertia hamata E.Fourn.
- Schubertia hatschbachii Morillo
- Schubertia kefersteinii Schltdl.
- Schubertia longiflora (Jacq.) Mart.
- Schubertia morilloana Fontella
- Schubertia multiflora Mart.
- Schubertia muricata Manso ex E.Fourn.
- Schubertia peredoi T.Mey.
- Schubertia schreiteri Descole & E.Mey.
- Schubertia tristis Seem. in Seem.